# Martin Potter (acteur)
Pour les articles homonymes, voir Potter.
Martin Potter, né le 4 octobre 1944 à Nottingham (Royaume-Uni), est un acteur britannique.

## Filmographie
- 1969 : Satyricon (Fellini Satyricon) de Federico Fellini : Encolpe
- 1970 : Goodbye Gemini d'Alan Gibson : Julian
- 1970 : The Only Way (en) (Oktoberdage (da))[1] de Bent Christensen : Morten Jensen
- 1971 : Ciao Federico !, documentaire de Gideon Bachmann : lui-même
- 1971 : Nicolas et Alexandra (Nicholas and Alexandra) de Franklin J. Schaffner : le prince Felix Yusupov
- 1972 : All Coppers Are... de Sidney Hayers : Joe
- 1974 : Un tueur sous influence (Craze) de Freddie Francis : Ronnie
- 1976 : Esclave de Satan (Satan's Slave) de Norman J. Warren : Stephen Yorke
- 1977 : Cruel Passion (en) (Justine) de Chris Boger : Lord Carlisle
- 1978 : Le Grand Sommeil (The Big Sleep) de Michael Winner : Owen Taylor
- 1979 : Lady Oscar de Jacques Demy : le comte de Giraudet, fiancé d'Oscar
- 1986 : Gunpowder de Norman J. Warren : Powder
- 2012 : Room 237 de Rodney Ascher : Encolpe

## Télévision
- 1968 : ITV Playhouse (en), série, épisode The Bonegrinder : l'employé de banque
- 1968 : Theatre 625 (en), série, épisode The Year of the Sex Olympics : Kin Hodder
- 1968 : The Caesars (en), série, épisode Sejanus : Nero Iulius Caesar
- 1970 : W. Somerset Maugham, série, épisode Olive : Mark Featherstone
- 1975 : The Legend of Robin Hood, mini-série : Robin des Bois
- 1978 : Emmerdale (Emmerdale Farm), série, 6 épisodes : Clive Hinton
- 1978 : Le Club des cinq (The Famous Five), série, épisode Five Get Into a Fix : Morgan Jones
- 1980 : Leap in the Dark (en), série, épisode Poor Jenny : Michael
- 1981 : The Borgias (en), mini-série : Paolo Orsini
- 1982 : Nanny, série, épisode Fathers : James Arnold
- 1983 : The Comic Strip Presents…, série, épisode Summer School : Tarzan
- 1983 : Doctor Who, série, épisode Terminus : Eirak
- 1985 : A.D., mini-série : Gaius Calpernius Piso
- 1986 : Victoria Wood as Seen on TV (en), série, épisode 2, saison 3 : John
- 1988 : All Creatures Great and Small (en), série, épisode Two of a Kind : John Elder
- 2006 : The Outsiders, téléfilm d'Andy Goddard : Cardinal

## Récompense

### Nomination
Laurel Awards 1971 : nommé pour le prix de la star masculine de demain (10e place).